# رافائيل ماتوس
رافائيل ماتوس (بالبرتغالية: Raphael Matos‏) هو سائق سيارة سباق برازيلي، ولد في 28 أغسطس 1981 في بيلو هوريزونتي في البرازيل.

## وصلات خارجية
- الموقع الرسمي
- رافائيل ماتوس على موقع Racing-Reference.info (الإنجليزية)
- رافائيل ماتوس على موقع DriverDB.com (الإنجليزية)